# NK Bratstvo Gračanica
Il Nogometni Klub Bratstvo Gračanica è una società calcistica bosniaca, della città di Gračanica.
Milita attualmente nella Prva liga, la seconda divisione bosniaca.

## Palmarès

### Competizioni nazionali
- Druga Liga Federacije Bosne i Hercegovine: 1

2006-2007 (nord)
- Druga Liga Federacije Bosne i Hercegovine: 1

2010-2011 (nord)

### Altri piazzamenti
- Prva liga Federacije Bosne i Hercegovine:

Terzo posto: 2013-2014, 2014-2015